# لبحيرات (بوكدرة)
لبحيرات هي إحدى مشيخات المملكة المغربية، تتبع جغرافيا لإقليم آسفي وإداريًا لبوكدرة. يقدر عدد سكانها بـ 4159 نسمة حسب الإحصاء الرسمي للسكان والسكنى لسنة 2004.